# Mürow
Mürow är en ortsteil i staden Angermünde i Landkreis Uckermark i förbundslandet Brandenburg i Tyskland. Mürow var en kommun fram till den 26 oktober 2003 när den uppgick i Angermünde. Mürow hade 322 invånare 1996.